# Bernd Reichart

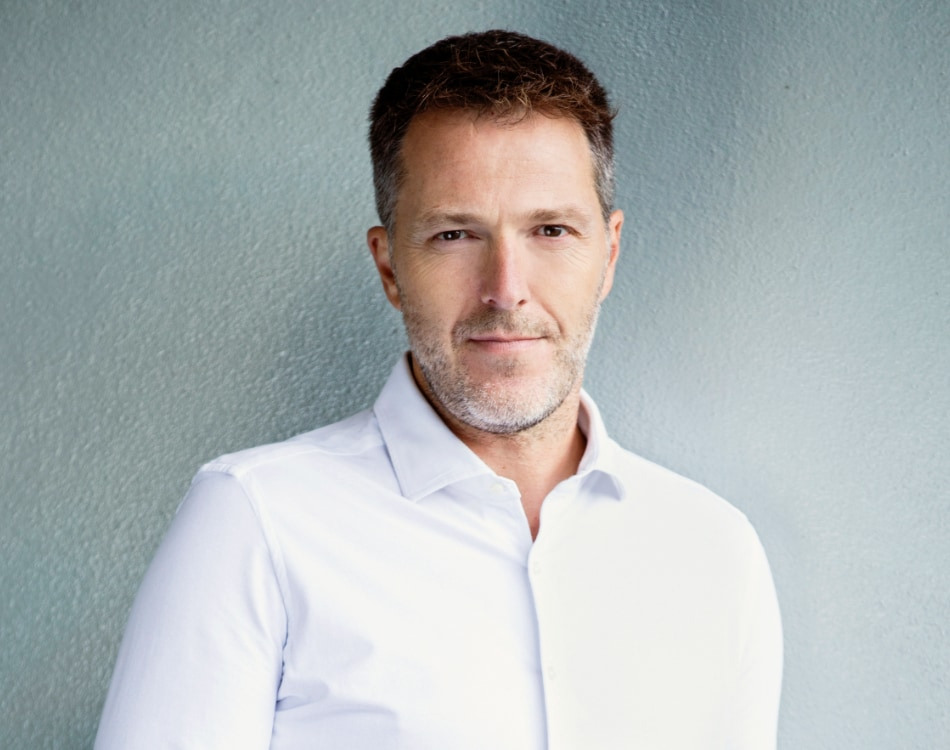
Bernd Reichart (2019)

Bernd Reichart (* 12. März 1974 in Scheidegg) ist ein deutscher Manager und CEO eines Sports Management Unternehmens in Madrid. Das spanische Unternehmen begleitet und unterstützt die Gründung der European Super League. Zuvor war er Vorsitzender der Geschäftsführung von RTL Deutschland und hatte verschiedene Positionen im Management von VOX und Atresmedia inne.

## Ausbildung
Reichart verbrachte seine Kindheit und Jugend im Allgäu. Nach dem Abitur studierte er zunächst Sport an der Universität Konstanz und der Universidad de Salamanca. Es folgte ein Studium der Anglistik an der University of North Carolina. Reichart wollte zunächst Lehrer werden und beendete seine akademische Laufbahn im Jahr 2001 mit einem Staatsexamen.

## Laufbahn
Reichart begann sein berufliches Wirken im Sportmarketing. Er arbeitete 2001 zunächst für UFA Sports (später Sportfive) in Hamburg und wechselte zwei Jahre später ins Marketing nach Madrid. Dort war er unter anderem im Auftrag des Kunden Siemens Mobile für die Umsetzung des Sponsorings von Real Madrid zuständig.
2004 wechselte Reichart zur Grupo Antena 3 (heute Atresmedia), wo er zunächst die Finanzkommunikation des börsennotierten Unternehmens verantwortete. 2007 wurde er in die Geschäftsführung von Antena 3 berufen und kümmerte sich dort um die wichtigsten Free-TV-Sender wie beispielsweise Neox, Nova und Nitro.
2013 kehrte Reichart schließlich nach Deutschland zurück. Er übernahm die Geschäftsführung von VOX, einem privaten Fernsehsender der Mediengruppe RTL Deutschland. Neben seiner Funktion als Geschäftsführer war er in seiner zusätzlichen Funktion als Produzent maßgeblich am Erfolg des „Club der roten Bänder“ beteiligt. Dabei handelt es sich um die erste von VOX selbst produzierte Dramedy-Fernsehserie, die unter anderem mit dem renommierten International Emmy Kids Award ausgezeichnet wurde.
Als Geschäftsführer von VOX gehörte Reichart auch der Geschäftsführung der Mediengruppe RTL Deutschland an. Im Jahr 2019 wurde er zum Vorsitzenden ernannt. Unter seiner Führung modernisierte das Unternehmen die Strategie, die Inhalte und den Außenauftritt. Reichart setzte verstärkt auf journalistische Formate und die Kernmarke RTL.
Als Geschäftsführer der Mediengruppe RTL Deutschland zog er auch in den erweiterten Führungskreis der RTL Group ein. Außerdem saß Reichart im gleichen Gremium bei Bertelsmann. 2021 übernahm er zusätzlich den Vorsitz der Bertelsmann Content Alliance. Diese koordiniert der Inhaltegeschäfte von Bertelsmann. Im August 2021 wurde bekannt, dass Reichart die Mediengruppe RTL Deutschland verlässt.
2022 wurde Reichart CEO eines spanischen Unternehmens für Sports Management. Mit Unterstützung von Juventus Turin, Real Madrid und dem FC Barcelona versucht er, eine neue Superliga im europäischen Fußball zu etablieren. Nach ersten Schwierigkeiten wurden die Pläne im Jahr 2023 geändert und konkretisiert. Diese soll die Wettbewerbsfähigkeit des Profifußballs verbessern.

## Mitgliedschaften
- Association of Commercial Television in Europe

## Engagement
Reichart gehört dem Patronat der gemeinnützigen Fundación Bertelsmann mit Sitz in Barcelona an. Dabei handelt es sich um eine Tochterstiftung der Bertelsmann Stiftung.
Zudem war Reichart Vorstandsvorsitzender der Stiftung RTL. Der gemeinnützige Verein wird von der Mediengruppe RTL Deutschland getragen und setzt sich für sozial benachteiligter Kinder und Jugendlicher in Deutschland und anderen Ländern ein.

## Auszeichnungen
- 2016: Medienmann des Jahres (Horizont)[17]